# Darkstalkers 3
Vampire Savior: World of Darkness, lanzado en Japón como Vampire Savior: The Lord of Vampire es un videojuego de lucha multijugador desarrollo y lanzado por Capcom en 1997, como el tercer y último juego de la saga Darkstalkers
Ese mismo año se lanzaron versiones arcade actualizadas con listas de personajes modificadas en Japón, tituladas como Vampire Hunter 2 y Vampire Savior 2. Se lanzaron ports para consolas domésticas, también con listas de personajes únicas, para Sega Saturn en Japón y para PlayStation en todo el mundo en 1998 bajo el nombre de Darkstalkers 3.

## Jugabilidad
El juego conserva la lista de personajes de Darkstalkers: The Night Warriors, omitiendo a Donovan, Huitzil y Pyron de la alineación. Tomando su lugar hay cuatro nuevos personajes: Jedah, Lilith, Q-Bee y BB Hood. También presenta a Dark Talbain, una contraparte malvada de Jon Talbain que sirve como su oponente final y también es un personaje jugable oculto, Oboro Bishamon, un jefe oculto no jugable que se puede combatir cuando se cumplen ciertos criterios, así como Shadow, un personaje/modo secreto donde el jugador asume la identidad del personaje derrotado para la próxima pelea.
El juego evita el sistema tradicional basado en rondas a favor de lo que se denomina el "Sistema de indicador de daño": las batallas tienen lugar durante una sola ronda, y cada luchador tiene dos barras de vida y marcadores de vida correspondientes similares a los de Killer Instinct de Rare. Cuando un luchador pierde un marcador de vida después de que se vacía la barra de vida, los luchadores restablecen sus posiciones como si comenzaran una nueva ronda, pero el luchador victorioso conserva su barra de vida restante. Cuando el jugador es atacado, parte de la salud perdida se muestra en blanco, que se puede recuperar si el jugador no recibe más daño. El juego también presenta el "Sistema de Fuerza Oscura", que usa una barra o súper medidor para permitir a los jugadores realizar habilidades especiales únicas para cada personaje durante un período limitado. La versión de PlayStation divide Dark Force en dos modos, que el jugador elige antes de cada partida: "Dark Force Change" es el mismo que el modo Dark Force tradicional, mientras que "Dark Force Power" es un modo mejorado que ocupa dos barras del supermedidor y el jugador puede infligir daño que no se puede recuperar (pero también sufrirá daño no recuperable). En Dark Force Power, el jugador puede activar su mejora especial, pero tiene que presionar una combinación de botones única en lugar de estar vinculada a si el jugador está o no en el modo Dark Force.

## Trama
Jedah Dohma, uno de los altos nobles de Makai, resucita tras una muerte prematura hace mucho tiempo. Al ver el estado caótico actual del mundo de los demonios, decide que la única forma de salvar a Makai es recrearlo. Para ello, conjura una dimensión de bolsillo conocida como Majigen, a la que invoca almas dignas para que ayuden a alimentar su nuevo mundo. Por suerte, esas almas pertenecen a los Darkstalkers que regresan de los dos primeros juegos, además de tres recién llegados.

## Recepción
Darkstalkers 3 fue recibido positivamente. En Japón, Game Machine incluyó a Darkstalkers 3 en su número del 15 de junio de 1997 como el segundo juego arcade más exitoso del mes. Game Machine también incluyó a Vampire Savior II en su número del 15 de noviembre de 1997 como el décimo juego arcade más exitoso del mes. Next Generation revisó la versión arcade del juego, afirmando que "el juego tiene sus momentos, pero esta serie hasta ahora ha alcanzado su cenit en NightStalkers. DS3 es más de lo mismo: es divertido, pero nada especial". GamePro se hizo eco de estas dos conclusiones, pero en orden inverso: "Vampire Savior es más de la misma fórmula de juego de lucha en 2D que Capcom ha estado produciendo durante años. A pesar de este hecho, sin embargo, la última entrega de Darkstalkers se mantiene hermosamente". Le dieron un 4,5 sobre 5 por el factor diversión y control, y un perfecto 5,0 por el sonido y los gráficos. Tanto Next Generation como GamePro elogiaron la animación fluida del juego y sus sorprendentes movimientos especiales.
Jeff Gerstmann de GameSpot lo aclamó como "fácilmente el mejor juego de lucha que Capcom ha lanzado en años" y señaló que está "muy bien animado", incluso en PlayStation, y "tiene una banda sonora excelente, y las voces de los personajes son fabulosas". Randy Nelson de IGN describió a Darkstalkers 3 "sorprendentemente fluido y animado" así como "rápido, divertido y sorprendentemente equilibrado"como "un esfuerzo excepcional de Capcom en un frente técnico y de jugabilidad" y uno de los mejores juegos de lucha en 2D en PlayStation.
Retrospectivamente, Lucas Sullivan de GamesRadar incluyó a Darkstalkers 3 entre otros clásicos de juegos de lucha menos conocidos que merecían remakes en HD en 2012, afirmando que "el nítido trabajo de sprites del juego es una maravilla para la vista, especialmente en los fondos, que transmiten el tipo de atmósfera espeluznante que complementa perfectamente a los luchadores sobrenaturales". Matt Edwards de Eurogamer opinó que "jugarlo hoy en 2013 es similar a jugar Third Strike, no porque estos juegos sean mecánicamente similares, sino porque Capcom tiende a llegar hasta el final con la segunda secuela".